# Olympische Sommerspiele 1904/Leichtathletik – 400 m Hürden (Männer)
Der 400-Meter-Hürdenlauf der Männer bei den Olympischen Spielen 1904 in St. Louis wurde am 31. August 1904 im Francis Field ausgetragen. Nur Läufer nahmen teil, sie alle waren US-Amerikaner.
Olympiasieger wurde Harry Hillman, Frank Waller gewann die Silbermedaille vor George Poage.

## Rekorde
Die damals bestehenden Weltrekorde waren noch inoffiziell.
| Weltrekord         | 57,2 s | Georges Flilliâtre | Frankreich     | 1903                           |
| Weltrekord         | 57,2 s | Godfrey Shaw       | Großbritannien | 12. August 1891                |
| Olympischer Rekord | 57,6 s | Walter Tewksbury   | USA            | Finale OS Paris, 15. Juli 1900 |

## Ergebnis
Die folgende Tabelle erfasst die in vier Quellen abweichend voneinander angegebenen Resultate.
| Platz | Athlet         | Land | Zeit (s) | Zeit (s)  | Zeit (s)                | Zeit (s)         |
| Platz | Athlet         | Land | Kluge    | IOC-Seite | SportsReference         | zur Megede       |
| ----- | -------------- | ---- | -------- | --------- | ----------------------- | ---------------- |
| 1     | Harry Hillman  | USA  | 53,0     | 53,0      | 53,0                    | 53,0             |
| 2     | Frank Waller   | USA  | 53,2     | 53,2      | 53,2                    | 53,6 (geschätzt) |
| 3     | George Poage   | USA  | 58,4     | k. A.     | 30 y Rückstand zu Pl. 2 | k. A.            |
| 4     | George Varnell | USA  | k. A.    | k. A.     | k. A.                   | k. A.            |

In Europa gehörte dieser Wettbewerb zu den etablierten Disziplinen der Leichtathletik, in den USA hatte man jedoch kaum Erfahrungen mit dieser Strecke. Das führte dazu, dass die Hürden auf eine falsche Höhe eingestellt waren. Anstelle der regulären 3 Fuß (91,4 cm) waren sie hier nur 2½ Fuß (76 cm) hoch.
Harry Hillman führte bis zur achten Hürde klar, die er jedoch riss. So strauchelte er und kam fast zu Fall. Frank Waller konnte aufschließen, aber Hillman setzte sich auf den letzten Metern mit einem Vorsprung von zwei Yards durch. Die Zeiten der beiden schnellsten Läufer lagen deutlich unter dem bestehenden Weltrekord. Aus zwei Gründen gab es jedoch keine Anerkennung:
1. Die Hürden in St. Louis waren zu niedrig.
2. Das Reißen einer Hürde verhinderte damals noch die Anerkennung in offiziellen Bestenlisten. Ein Rennergebnis blieb dagegen gültig, solange nicht mehr als zwei Hürden gerissen wurden.

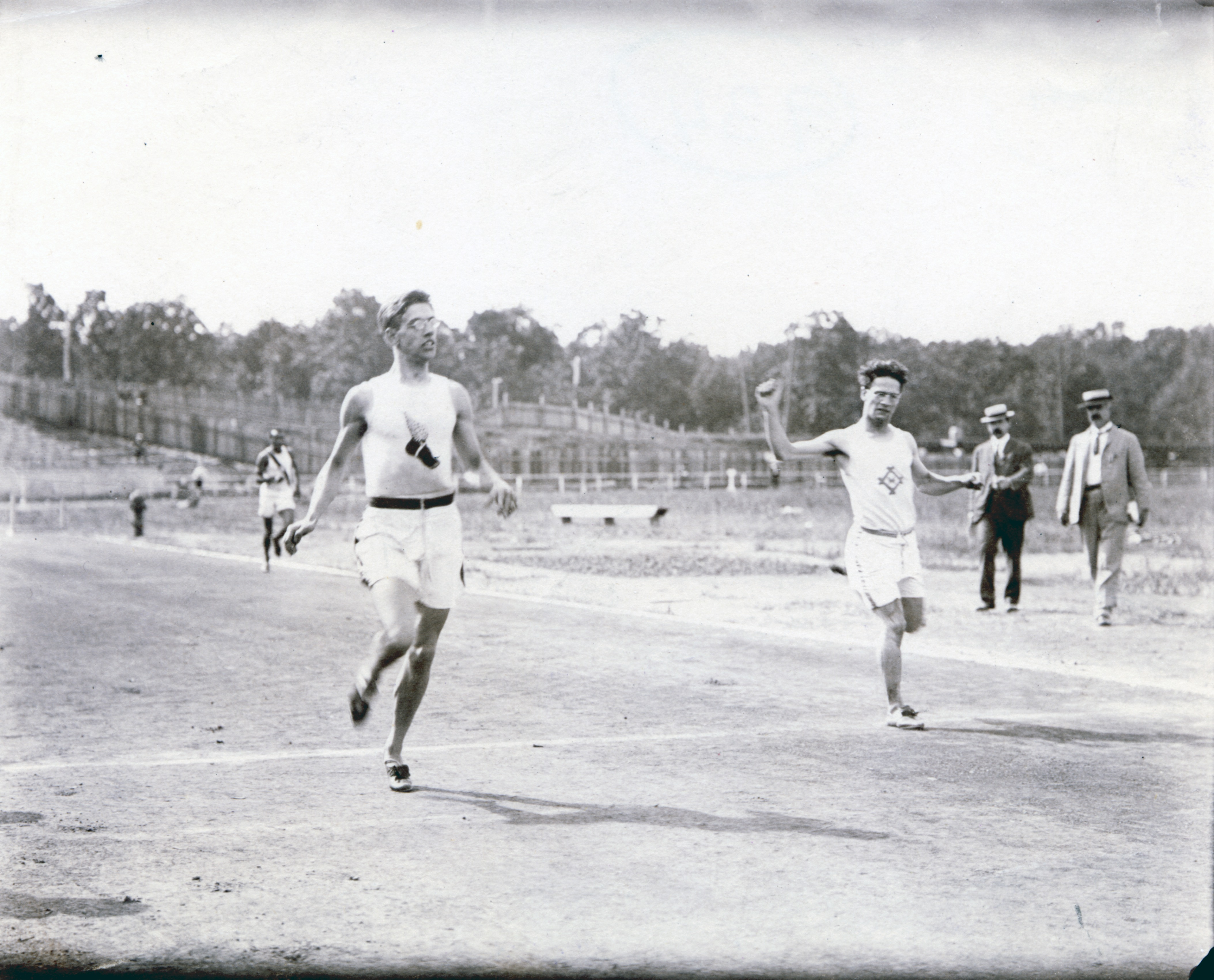
Zieleinlauf über 400 Meter Hürden: Harry Hillman siegte vor Frank Waller und George Poage
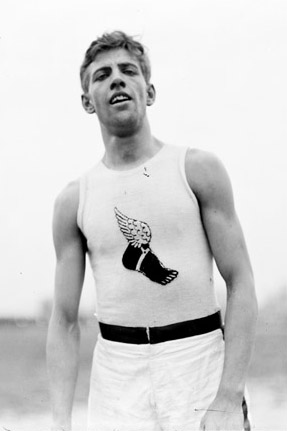
Harry Hillman, dreifacher Goldmedaillengewinner über 400 Meter sowie 200- und 400 Meter Hürden